# Богбонлы
Мече́ть Богбонлы́ (узб. Bogʻbonli masjid/Боғбонли масжид) расположена в юго-восточной части Ичан-Кала. Согласно надписи в стихах на каменной пластине у входа, мечеть была построена в 1809 году (1224 г. хижра), здесь также указано и имя мастера Пахлаван-кули, который спроектировал здание. На дверях указано имя другого мастера — резчика по дереву — Руз Мухаммада, сына Адин Мухаммада, который делал резную дверь, ведущую в зарият-хана мавзолея Шейха Мухтар-Вали в кишлаке Астана Янгиарыкского района. Легенда гласит, что мечеть была построена на деньги, пожертвованные двумя братьями-садоводами. Мечеть прямоугольной формы, имеет двухколонный айван и купольное зимнее помещение. Резные деревянные колонны айвана представляют художественную ценность и напоминают орнамент колонн мечети Джума.

## Рекомендуемая литература
- Маньковская Л., Булатова В. Памятники зодчества Хорезма / науч. ред. Г. А. Пугаченкова. — Ташкент: Издательство литературы и искусства имени Гафура Гуляма, 1978. — С. 141—142. — 192 с. — 5000 экз.
- Боғбонли масжид — Национальная энциклопедия Узбекистана (узб.). — Ташкент, 2000—2005.